# Aspidosperma nigricans
Aspidosperma nigricans är en oleanderväxtart som beskrevs av Osvaldo Handro. Aspidosperma nigricans ingår i släktet Aspidosperma och familjen oleanderväxter. Inga underarter finns listade i Catalogue of Life.